# Pic del Coll de les Vanes
El Pic del Coll de les Vanes és una muntanya de 1.806 m alt del límit dels termes comunals de Castell de Vernet i de Vernet, tots dos de la comarca del Conflent, a la Catalunya del Nord.
És a la zona sud-occidental del terme de Vernet, i a l'est de la zona central-oriental del terme de Castell de Vernet, al nord-oest del Coll de les Cabres al costat sud-est del Coll de les Vanes.